# Erreur fatale (film)
Pour l'erreur fatale en informatique, voir Bug (informatique).
Pour plus de détails, voir Fiche technique et Distribution.
Erreur fatale (Tödlicher Irrtum - Machtkampf um das schwartz Gold) est un western est-allemand sorti en 1970 et réalisé par Konrad Petzold.

## Synopsis
En 1896, on soupçonne la présence de pétrole près de Windriver-City, sur le territoire de la réserve indienne des Shoshones. Les autochtones concluent donc un contrat avec les hommes blancs de la Wyoming-Oil-Company dans l'espoir d'obtenir une part équitable de l'extraction. Le contrat présente plusieurs points faibles, car il a été conclu sans concession du gouvernement et seuls les signataires ont droit aux bénéfices. Après la découverte effective de pétrole, plusieurs chefs de tribu meurent soudainement de mort non naturelle et les paiements effectués par la compagnie aux contractants, de moins en moins nombreux, ne correspondent pas aux bénéfices réels. Lorsque les Indiens se plaignent au chef de la compagnie, Michael P. Allison, que leurs parts diminuent de plus en plus, celui-ci leur fait remarquer qu'il n'y est pour rien si cinq actionnaires sont morts et que trois lui ont vendu leurs parts.
Afin d'élucider les meurtres et d'empêcher d'autres injustices, le fils du chef Shave Head fait appel à son demi-frère Chris Howard. Howard postule incognito pour le poste d'adjoint du shérif et espère pouvoir confondre le magnat du pétrole Mike Allison, accusé de meurtre, et démasquer les agissements de la compagnie. Au cours de son enquête, il découvre plusieurs incohérences et apprend également de l'ingénieur Lee Garrett que celui-ci a envoyé une lettre au gouvernement plusieurs semaines auparavant pour savoir si ces forages sont conformes à la loi. Mike Allison en est également informé et met tout en œuvre pour sauver ses biens. Parmi ses soutiens, il y a le shérif et même un Indien qui en demande toujours plus, raison pour laquelle il est abattu. Pour couvrir ce meurtre, des hommes blancs assassinent le délégué indien Mc Laurin à l'aide d'une flèche et l'Indien mort, transporté à proximité, est à nouveau abattu, comme s'il s'était agi d'un archer en fuite. Mike Allison profite de cette occasion pour attiser la haine envers les Indiens.
La commission d'enquête du gouvernement arrive en ville et les Indiens se rassemblent pour se battre afin de protéger les champs pétrolifères qu'Allison veut à son tour détruire pour que le gouvernement ne puisse pas découvrir ses agissements. Mais Ten Eyck prend le commandement du gisement, parvient à y mettre le feu et y perd la vie comme beaucoup d'autres. Allison perd son poste lors de l'examen, mais les Indiens ne parviennent pas pour autant à faire valoir leur droit. Chris Howard est abattu alors qu'il tente de mettre un terme aux agissements du shérif qui voulait s'emparer des documents relatifs à la propriété des terres.

## Fiche technique
- Titre français : Erreur fatale ou Erreur mortelle[2]
- Titre original : Tödlicher Irrtum - Machtkampf um das schwartz Gold
- Réalisateur : Konrad Petzold
- Scénario : Rolf Römer, Gunter Karl
- Photographie : Eberhard Borkmann (de)
- Montage : Thea Richter (de)
- Musique : Wilhelm Neef (de)
- Société de production : Deutsche Film AG
- Pays de production :  Allemagne de l'Est
- Langue de tournage : allemand
- Format : Couleur (ORWO-Color) - 2,35:1 - Son mono - 35 mm
- Genre : Western
- Durée : 103 minutes (1h43)
- Date de sortie :	
  - Allemagne de l'Est : 27 juin 1970
  - Hongrie : 5 novembre 1970
  - Pologne : 6 février 1973

## Distribution
- Gojko Mitić : Tête rasée (Shave Head en VO)
- Armin Mueller-Stahl : Chris Howard
- Annekathrin Bürger : Caroline
- Krystyna Mikołajewska (pl) : Jesse
- Kati Bus : Feuille blanche (White Leaf en VO)
- Rolf Hoppe : Allison
- Bruno O'Ya : Hank Johnson
- Hannjo Hasse : Lee Garrett